# Реаниматология

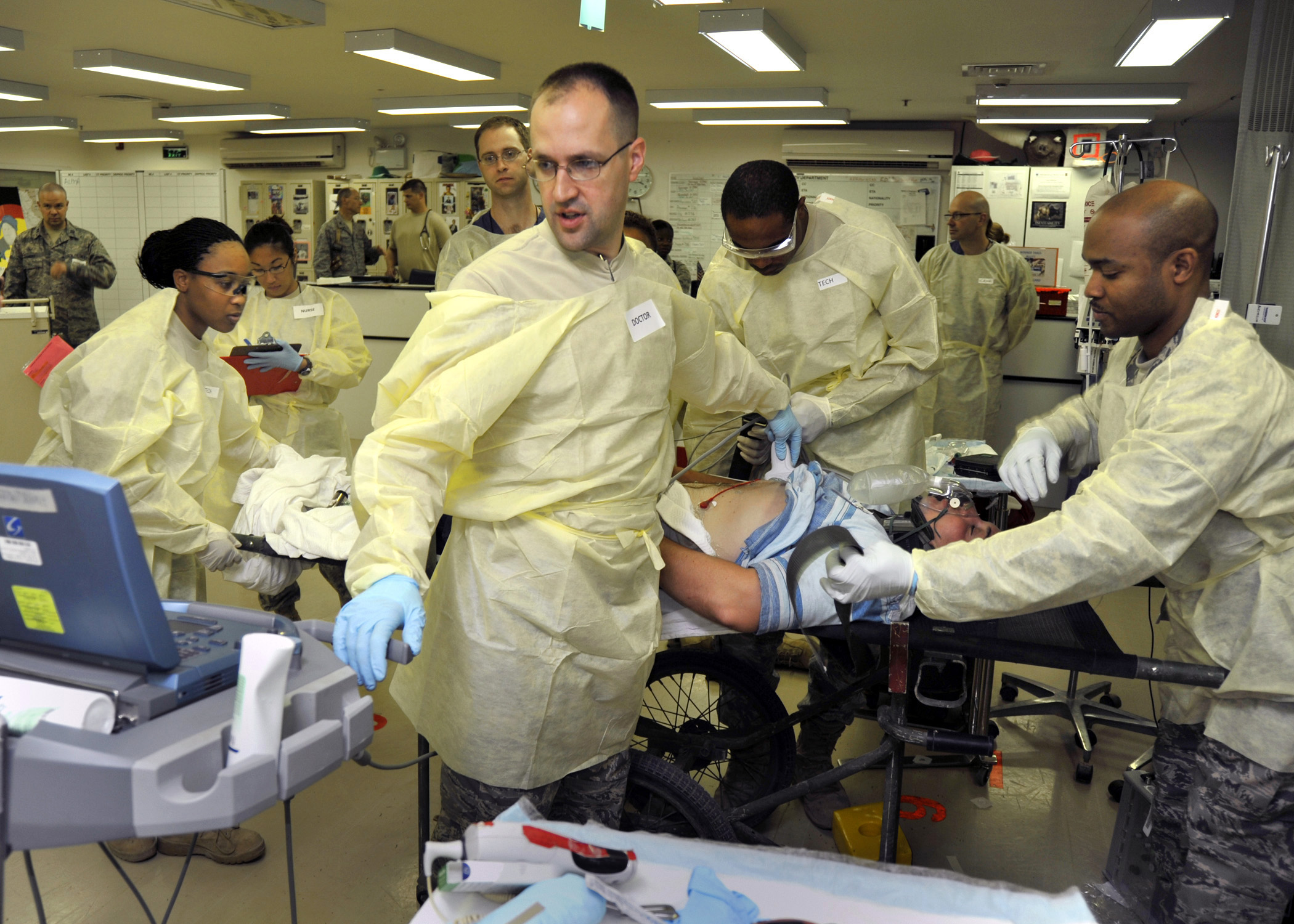
Интенсивная терапия

Реаниматоло́гия (интенсивная терапия) — это теоретическая дисциплина, научные выводы которой используются при реанимации в клинике, или, точнее, наука, изучающая закономерности смерти и оживления организма с целью выработки наиболее эффективных методов профилактики и восстановления угасающих или только что угасших жизненных функций организма.
Областью научных интересов реаниматологии являются патофункциональные процессы, происходящие во время умирания, терминальные состояния и восстановление жизненных функций. Реаниматология отделилась от танатологии как самостоятельная наука на Международном конгрессе травматологов в Будапеште в 1961 году.
Немаловажную роль в создании и становлении реаниматологии сыграли академики РАМН Владимир Александрович Неговский (автор терминов реанимация и реаниматология) и Сергей Сергеевич Брюхоненко. Первую в мире программу обучения интенсивной терапии ввёл в США в 1960-е годы Петер Сафар.
Разделяют два уровня реанимационных мероприятий: базовая реанимация и специализированная.